# Жасталап (Курмангазинський район)
Жастала́п (каз. Жасталап) — село у складі Курмангазинського району Атирауської області Казахстану. Входить до складу Шортанбайського сільського округу.
У радянські часи село називалось Ганюшкінтобе.
Населення — 325 осіб (2021; 351 у 2009, 431 у 1999, 377 у 1989).